# Порт Рашид
Порт Рашид (араб. ميناء راشد‎) — транспортный узел в ОАЭ, западная часть города Дубай, эмират Дубай, ОАЭ.

## История
Порт Рашид введён в эксплуатацию в 1972 году, назван в честь покойного правителя Дубая, Шейха Рашида бин Саида Аль Мактума. Порт расположен в искусственной гавани.
В 1979 году в порту заработал сухой док для ремонта супертанкеров.
В 1983 году завершилось создание судоремонтного комплекса компании Dubai Dry Docks.
В 2010 году был открыт пассажирский терминал, способный обслуживать 4 круизных лайнера одновременно.

## Характеристика порта
Порт имеет пропускную способность около 1,5 млн. TEUs в год.
Является вторым крупнейшим портом Дубая после порта Джабаль-Али.
Оператором порта является компания DP World.